# كأس العالم الشاطئية 2009
كأس العالم لكرة القدم الشاطئية 2009 هي النسخة الخامسة من كأس العالم لكرة القدم الشاطئية، التي تحكمها الفيفا. والنسخة الخامسة عشرة من كأس العالم لكرة القدم الشاطئية التي لم تكن محكومة من قبل الفيفا. أقيمت في دبي، الإمارات العربية المتحدة بين 16 نوفمبر و22 نوفمبر 2009. كانت البطولة الثانية التي تقام خارج البرازيل وأول بطولة تقام في آسيا والأخيرة تقام في على أساس سنوي.

## الفرق
الفرق التي تأهلت لنهائيات كأس العالم حتى الآن:
| آسيا: - البحرين - اليابان أفريقيا: - نيجيريا - ساحل العاج أوروبا: - إسبانيا - روسيا - سويسرا - البرتغال - إيطاليا | شمال ووسط أمريكا والكاريبي: - السلفادور - كوستاريكا أوقيانوسيا: - جزر سليمان أمريكا الجنوبية: - البرازيل - الأوروغواي - الأرجنتين البلد المضيف: - الإمارات العربية المتحدة (آسيا) |

## المجموعات

### المجموعة الأولى
| الفريق                   | لعب | فوز | فاز | خسر | له | ضد | +\- | ن |
| ------------------------ | --- | --- | --- | --- | -- | -- | --- | - |
| الأوروغواي               | 3   | 2   | 0   | 1   | 12 | 8  | +4  | 6 |
| البرتغال                 | 3   | 2   | 0   | 1   | 14 | 8  | +6  | 6 |
| الإمارات العربية المتحدة | 3   | 1   | 0   | 2   | 12 | 12 | 0   | 3 |
| جزر سليمان               | 3   | 1   | 0   | 2   | 9  | 19 | -10 | 3 |

| الأوروغواي                                                          | 6 – 7 | جزر سليمان                                                    |
| ------------------------------------------------------------------- | ----- | ------------------------------------------------------------- |
| ريتشار 3' (ركلة.), 32' · مارتين 10', 29' · بامبيرو 29' · فابيان 31' |       | لاوا 6', 15', 15' · هوسيا 8' · ماكيا 9' · والي 11' · أومو 22' |

| الإمارات العربية المتحدة                                                           | 5 – 7 | البرتغال                                                                        |
| ---------------------------------------------------------------------------------- | ----- | ------------------------------------------------------------------------------- |
| رامي المصعبي 1' · صادقي 6' · العبدالله 8' · كريم البلوشي 25' (ركلة.) · البلوشي 28' |       | زي ماريا 20' · بيلشيور 24' (ركلة.) · ماجير 27'، 31'، 33' · ألان 27' · بيلرو 28' |

| البرتغال    | 1 – 2 | الأوروغواي   |
| ----------- | ----- | ------------ |
| بالشيور 18' |       | كوكو 7'، 35' |

| جزر سليمان | 1 – 7 | الإمارات العربية المتحدة                                                                      |
| ---------- | ----- | --------------------------------------------------------------------------------------------- |
| هال 1'     |       | كريم البلوشي 1'، 6' · البلوشي 13' · العبدالله 22' · رامي المصعبي 24' · صادقي 30' · رنجبار 31' |

| البرتغال                                                        | 6 – 1 | جزر سليمان |
| --------------------------------------------------------------- | ----- | ---------- |
| مادجر 1'، 6' · زي ماريا 10' · بيلشيور 29'، 32' · برونو نوفو 36' |       | هوسيا 12'  |

| الإمارات العربية المتحدة | 0 – 4 | الأوروغواي                               |
| ------------------------ | ----- | ---------------------------------------- |
|                          |       | ريسار 2'، 34' · بامبيرو 10' · مارتين 28' |

### المجموعة B
| الفريق     | ن | لعب | فوز | فاز | خسر | له | ضد  | +\- |
| ---------- | - | --- | --- | --- | --- | -- | --- | --- |
| اليابان    | 3 | 2   | 1   | 0   | 15  | 9  | +6  | 8   |
| إسبانيا    | 3 | 2   | 0   | 1   | 21  | 14 | +7  | 6   |
| ساحل العاج | 3 | 1   | 0   | 2   | 15  | 18 | -3  | 3   |
| السلفادور  | 3 | 0   | 0   | 3   | 11  | 21 | -10 | 0   |

| ساحل العاج                                          | 7 – 6 | السلفادور                                                              |
| --------------------------------------------------- | ----- | ---------------------------------------------------------------------- |
| أنونو 1'، 21'، 26'، 27'، 36' · دانيال 12' · أكا 23' |       | هيرناندز 7'، 29' · رويس 7' (ركلة جزاء) · توريس 8' · فيلاسخويز 11'، 11' |

| إسبانيا                                                              | 5 – 5 (ب.و.إ.) | اليابان                                          |
| -------------------------------------------------------------------- | -------------- | ------------------------------------------------ |
| أودا 7' (o.g.) · خوانما 18' · خافيير توريس 22' · نيسو 24' · فايو 39' |                | توما 14' · تاباتا 15'، 26' · هيجا 16' · أودا 38' |

| اليابان                            | 3 – 2 | ساحل العاج           |
| ---------------------------------- | ----- | -------------------- |
| ماكينو 11' · توما 26' · تاباطا 32' |       | أكا 10' · أواترا 17' |

| إلسالفادور               | 3–7     | إسبانيا                                                                         |
| ------------------------ | ------- | ------------------------------------------------------------------------------- |
| رويز 7'، 14' · جاراي 22' | التقرير | 7' أماريل · 14'، 31' جيه توريس · 15' نيكو · 22' ج. توريس · 26' وايو · 34' ميلوس |

| إسبانيا                                                                                              | 9 – 6 | ساحل العاج                                            |
| --- | ----- | ----------------------------------------------------- |
| فايو 3' · اماريل 11'، 14' · كومان 17' · خوانما 17'، 28' · توريس 19' · سوليبالي 25' (ه.ذ.) · نيكو 28' |       | كابليتشي 4'، 25' · ديوماندي 10' · أنونو 10'، 17'، 36' |

| اليابان                                                                                     | 7 – 2 | السلفادور               |
| ------------------------------------------------------------------------------------------- | ----- | ----------------------- |
| كاواهارازوكا 4' · توما 6' · مايزونو 7'، 13' · ماكينو 8' · أودا 22' (ركلة جزاء) · تاباطا 27' |       | هرناندز 22' · توريس 36' |

### المجموعة C
| الفريق    | لعب | فوز | فاز | خسر | له | ضد | +\- | ن |
| --------- | --- | --- | --- | --- | -- | -- | --- | - |
| روسيا     | 2   | 2   | 0   | 0   | 8  | 2  | +6  | 6 |
| الأرجنتين | 2   | 1   | 0   | 1   | 8  | 3  | +5  | 3 |
| إيطاليا   | 2   | 0   | 1   | 1   | 4  | 5  | -1  | 2 |
| كوستاريكا | 2   | 0   | 0   | 2   | 1  | 11 | -10 | 0 |

| الأرجنتين                          | 2 – 3 (ب.و.إ.) | إيطاليا                                      |
| ---------------------------------- | -------------- | -------------------------------------------- |
| هيلايري 15' · سانتياغو هيلايري 20' |                | بالماتشي 19' · باسكوالي 25' · سوروتونيتو 37' |

| روسيا                                                                            | 5 – 1 | كوستاريكا               |
| -------------------------------------------------------------------------------- | ----- | ----------------------- |
| كراشيشينيوف 6' (ركلة جزاء) · شكارين 10' · ليونوف 13' · شيشين 17' · شاخميليان 18' |       | كاميرون 29' (ركلة جزاء) |

| كوستاريكا | 0 – 6 | الأرجنتين                                                              |
| --------- | ----- | ---------------------------------------------------------------------- |
|           |       | فيديريكو هيلايري 14'، 28' · هيلايري 15' · داليره 19'، 36' · مينيسي 30' |

| إيطاليا    | 1 – 3 | روسيا                                          |
| ---------- | ----- | ---------------------------------------------- |
| بالماكي 2' |       | ليونوف 25' · شكارين 28' · يوري كراشيشينيوف 28' |

| كوستاريكا   | 1–3     | إيطاليا                                  |
| ----------- | ------- | ---------------------------------------- |
| ستيرلينج 9' | التقرير | 8' فيودي · 10' كاروتينوتو · 35' بالماتشي |

| روسيا                            | 3–3 (وقت إضافي) | الأرجنتين                               |
| -------------------------------- | --------------- | --------------------------------------- |
| شايكوف 3'، 13' · شاخمليان 5'     | التقرير         | 3' فرانشيسكيني · 26'، 36' ف. هيلير      |
| ركلات الترجيح                    |                 |                                         |
| ليونوف · شيشين · شكرين · ماكاروف | 3–4             | إي هيلير · ليجويزامون · جالفان · مينيسي |

### المجوعة D
| الفريق   | لعب | فوز | فاز | خسر | له | ضد | +\- | ن |
| -------- | --- | --- | --- | --- | -- | -- | --- | - |
| البرازيل | 2   | 2   | 0   | 0   | 19 | 6  | +13 | 6 |
| سويسرا   | 2   | 2   | 0   | 0   | 13 | 7  | +6  | 6 |
| البحرين  | 2   | 0   | 0   | 2   | 6  | 14 | -8  | 0 |
| نيجيريا  | 2   | 0   | 0   | 2   | 7  | 18 | -11 | 0 |

| سويسرا                                                             | 6 – 5 | البحرين                                             |
| ------------------------------------------------------------------ | ----- | --------------------------------------------------- |
| ستانكوفيتش 7'، 32' · شيرينزي 11' · سباكاتوريلا 12'، 35' · جاغي 34' |       | سالم 2 (جزاء)'، 16'، 34' · عبد الله 17' · مبارك 27' |

| البرازيل                                                                                                | 11 – 5 | نيجيريا                                        |
| --- | ------ | ---------------------------------------------- |
| سيدني 1'، 23' · بوينو 2' · بينيامين 7' · أندري 9' · دانيال 12'، 26' · برونو 15'، 26'، 27' · بيتينيو 28' |        | اولاوالي 1'، 30' · تالي 5'، 30' · إبينيغبو 35' |

| نيجيريا                | 2 – 7 | سويسرا                                                     |
| ---------------------- | ----- | ---------------------------------------------------------- |
| اولاوالي 14' · أبو 17' |       | سباكاتوريلا 1' · ستانكوفيتش 1'، 7'، 14'، 16' · جاغي 3'، 7' |

| البحرين     | 1 – 8 | البرازيل                                                                                |
| ----------- | ----- | --------------------------------------------------------------------------------------- |
| المغاوي 36' |       | بورو 1'، 3'، 4'، 29' · برونو 10' · دانيال سوزا 22' (ركلة جزاء) · أندري 31' · دانيال 36' |

| نيجيريا                                                                                           | 9–3     | البحرين                     |
| ------------------------------------------------------------------------------------------------- | ------- | --------------------------- |
| إزيمورا 4' · تالي 8' · أجو 8'، 9' · إبينجبو 12 '، 21' · أبو 16' · عثمان 30' · أوكيميري قالب:الهدف | التقرير | 6'، 35' سالم · 22' الدوسيري |

| البرازيل                                  | 4–2     | سويسرا             |
| ----------------------------------------- | ------- | ------------------ |
| بنيامين 10'، 31' · أندريه 29' · برونو 35' | التقرير | 1'، 26' ستانكوفيتش |

## الأدوار النهائية
|  | ربع النهائي    | ربع النهائي    |                |          | نصف النهائي   | نصف النهائي   |  |  | النهائي        | النهائي |
|  |                |                |                |          |               |               |  |  |                |         |
|  | 20 نوفمبر 2009 |                |                |          |               |               |  |  |                |         |
|  |                |                |                |          |               |               |  |  |                |         |
|  | الأوروغواي     | 3              |                |          |               |               |  |  |                |         |
|  | الأوروغواي     | 3              | 21 نوفمبر 2009 |          |               |               |  |  |                |         |
|  | إسبانيا        | 2              |                |          |               |               |  |  |                |         |
|  | إسبانيا        | 2              | الأوروغواي     | 4        |               |               |  |  |                |         |
|  | 20 نوفمبر 2009 |                | الأوروغواي     | 4        |               |               |  |  |                |         |
|  |                | سويسرا         | 7              |          |               |               |  |  |                |         |
|  | روسيا          | سويسرا         | 7              | 2        |               |               |  |  |                |         |
|  | روسيا          |                | 22 نوفمبر 2009 | 2        |               |               |  |  |                |         |
|  | سويسرا         | 4              |                |          |               |               |  |  |                |         |
|  | سويسرا         | 4              | سويسرا         | 5        |               |               |  |  |                |         |
|  | 20 نوفمبر 2009 |                | سويسرا         | 5        |               |               |  |  |                |         |
|  |                | البرازيل       | 10             |          |               |               |  |  |                |         |
|  | اليابان        | البرازيل       | 10             | 1        |               |               |  |  |                |         |
|  | اليابان        | 21 نوفمبر 2009 |                | 1        |               |               |  |  |                |         |
|  | البرتغال       | 2              |                |          |               |               |  |  |                |         |
|  | البرتغال       | 2              | البرتغال       | 2        | المركز الثالث | المركز الثالث |  |  |                |         |
|  | 20 نوفمبر 2009 |                | البرتغال       | 2        | المركز الثالث | المركز الثالث |  |  |                |         |
|  |                | البرازيل       | 8              |          |               |               |  |  |                |         |
|  | البرازيل       | البرازيل       | 8              | 6        | الأوروغواي    | 7             |  |  |                |         |
|  | البرازيل       |                |                | 6        | الأوروغواي    | 7             |  |  |                |         |
|  | إيطاليا        | 4              |                | البرتغال | 14            |               |  |  |                |         |
|  | إيطاليا        | 4              |                |          | 14            |               |  |  |                |         |
|  |                |                |                |          |               |               |  |  | 22 نوفمبر 2009 |         |
|  |                |                |                |          |               |               |  |  |                |         |

### ربع النهائي
| اليابان    | 1–2   | البرتغال               |
| ---------- | ----- | ---------------------- |
| أوهارا 26' | تقرير | مادجر 17' · بلشيور 36' |

| روسيا                   | 2–4     | سويسرا                             |
| ----------------------- | ------- | ---------------------------------- |
| ماكاروف 13' · شيشين 23' | التقرير | 4'، 13'، 24' ستانكوفيتش · 33' ماير |

| البرازيل                                               | 6–4     | إيطاليا                     |
| ------------------------------------------------------ | ------- | --------------------------- |
| سيدني 6' · أندريه 11'، 17'، 31' · برونو 25' · بورو 36' | التقرير | 17'، 26'، 26'، 31' باسكوالي |

| أوروغواي                   | 3–2 (وقت إضافي) | إسبانيا                   |
| -------------------------- | --------------- | ------------------------- |
| مارتن 18' · ريكار 27'، 37' | التقرير         | أماريل 28' · سي توريس 32' |

### نصف النهائي
| البرتغال             | 2–8     | البرازيل                                                                                       |
| -------------------- | ------- | ---------------------------------------------------------------------------------------------- |
| بيلرو 13' · آلان 34' | التقرير | 6' سيدني · 8' بنجامين · 12'، 12' برونو · 19' دانيال · 24' بيتينيو · 26' بورو · 34' دانيال سوزا |

| سويسرا                                                                 | 7–4     | الأوروغواي                             |
| ---------------------------------------------------------------------- | ------- | -------------------------------------- |
| ستانكوفيتش 3'، 12'، 26'، 29' · سباكروتيللا 20' · ليو 30' · رودريغز 36' | التقرير | 24'، 31' مارتن · 27' كوكو · 36' ماتياس |

### تحديد المركز الثالث
| البرتغال | 14–7    | الأوروغواي                                                                                |
| --- | ------- | ----------------------------------------------------------------------------------------- |
| توريس 3'، 5'، 26' · ماجر 6'، 13'، 22 '، 24'، 30'، 36'، 36' · خوسيه ماريا 11'، 21' · ميغيل 16 ' (ه.ذ.) · كويمبرا 20' | التقرير | 6' كوكو · 13' بامبيرو · 18' ماتياس · 22 ' (ه.ذ.) آلان · 24' ريكار · 26' فابيان · 32' أولي |

### النهائي
| البرازيل                                                                                          | 10–5    | سويسرا                                                           |
| ------------------------------------------------------------------------------------------------- | ------- | ---------------------------------------------------------------- |
| أندريه 6'، 23' · بيتينو 8'، 23' · بورو 8'، 15' · دانيال 12' · بنجامين 18' · سيدني 31' · بوينو 36' | التقرير | 9' جايجي · 30' ماير · 31' رودريغز · 34' شيرينزي · 36' ستانكوفيتش |

## قائمة الهدافين
| 8 أهداف - Ludovic Ehounou - Dejan Stankovic 6 أهداف - Rashed Salem 5 أهداف - Bruno - Madjer 4 أهداف - Federico Hilaire - Buru - Tabata - Belchior - Ricar 3 أهداف - Daniel - Isiaka Olawale - Ruiz - Robert Laua - Sandro Spaccarotella - Moritz Jäggy - Javier Torres - Karim Albalooshi هدفين - Augustin Dallera - Ezequiel Hilaire - Sidney - Andre - Frederic Aka - Masahito Toma - Tomas Hernandez - Frank Velasquez | هدفين - Paolo Palmacci - Victor Tale - Ze Maria - Yury Krasheninnikov - Ilya Leonov - Anton Shkarin - Nico - Wayo - Martin - Coco - Bakhit Alabadla - Ibrahim Albalooshi - Rami Al Mesaabi - Qambar Sadeqi هدف واحد - Santiago Hilaire - Facundo Minici - Ebrahim Abdulla - Ayoob Mubarak - Benjamin - Betinho - Bueno - Daniel Souza - Delbert Cameron - Kouassitchi Daniel - Bassiriki Ouattara - Augustin Ruiz - Walter Torres - Garay | 1 goal - Pasquale Carotenuto - Roberto Pasquali - Rikarudo Higa - Hirofumi Oda - Shinji Makino - Bartholomew Ibenegbu - Abu - Alan - Bruno Novo - Bilro - Rustam Shakhmelyan - Dmitry Shishin - Gibson Hosea - Muri Makaa - Omo - Timothy Wale - Hale - Juanma - Christian Torres - Javi Millos - Angelo Schirinzi - Ranjbar - Fabian - Pampero Own goal - Hirofumi Oda (For Spain) |